# Killshot (Lied)
Killshot (englisch für „Todesschuss“) ist ein Lied des US-amerikanischen Rappers Eminem, das am 14. September 2018 veröffentlicht wurde.

## Hintergrund
Der Song ist ein Disstrack und stellt die Antwort auf das Stück Rap Devil von Machine Gun Kelly, das am 3. September 2018 erschien, dar. Ein weiterer Hintergrund für die Veröffentlichung des Disstracks war ein von Machine Gun Kelly im Jahr 2012 veröffentlichter Tweet, in dem er Eminems damals 16 Jahre alte Tochter Hailie Jade als „hot as fuck“ bezeichnet hatte. Der Disstrack erreichte 24 Stunden nach Veröffentlichung über 36 Millionen Aufrufe auf YouTube und ist damit eines der am häufigsten innerhalb von diesem Zeitraum aufgerufenen Videos. Das Video war zeitweise in den Youtube-Trends von 83 Ländern und in 27 davon auf Platz 1. Am 19. September 2018 wurde der Song auch auf allen gängigen Streamingportalen veröffentlicht.

## Rezeption

### Chartplatzierungen
Killshot stieg am 28. September 2018 auf Platz 81 in die deutschen Charts ein. Erfolgreicher war das Lied unter anderem in den Vereinigten Staaten, wo es Rang drei belegte.
| ChartsChartplatzierungen       | Höchstplatzierung | Wochen |
| ------------------------------ | ----------------- | ------ |
| Deutschland (GfK)              | 81 (1 Wo.)        | 1      |
| Österreich (Ö3)                | 42 (2 Wo.)        | 2      |
| Schweiz (IFPI)                 | 30 (2 Wo.)        | 2      |
| Vereinigte Staaten (Billboard) | 3 (8 Wo.)         | 8      |
| Vereinigtes Königreich (OCC)   | 13 (7 Wo.)        | 7      |

### Auszeichnungen für Musikverkäufe
| Land/Region                  | Auszeichnungen für Musikverkäufe (Land/Region, Auszeichnung, Verkäufe) | Verkäufe |
| ---------------------------- | ---------------------------------------------------------------------- | -------- |
| Australien (ARIA)            | 2× Platin                                                              | 140.000  |
| Brasilien (PMB)              | Platin                                                                 | 40.000   |
| Dänemark (IFPI)              | Gold                                                                   | 45.000   |
| Neuseeland (RMNZ)            | 2× Platin                                                              | 60.000   |
| Portugal (AFP)               | Gold                                                                   | 5.000    |
| Vereinigtes Königreich (BPI) | Gold                                                                   | 400.000  |
| Insgesamt                    | 3× Gold · 5× Platin ·                                                  | 690.000  |

Hauptartikel: Eminem/Auszeichnungen für Musikverkäufe